# 마거좡역
마거좡역(중국어: 马各庄站)은 중화인민공화국 베이징시 팡산구 옌춘진 징저우로·구바로 교차로에 위치한 베이징 지하철 옌팡선의 지하철역이다. 2017년 12월 30일 옌팡선 본선 개통과 함께 개장하였다.

## 역 구조
이 역은 지상 2층의 고가역으로 1층은 대합실 층, 2층은 섬식 승강장이다.

### 층별 구조
| 2층 | ←                               | ■ 옌팡선 옌산 방면 (라오러푸)     |
| 2층 | 섬식 승강장, 왼쪽 출입문이 열림 |                                   |
| 2층 | →                               | ■ 옌팡선 옌춘 동 방면 (다스허 동) |
| 1층 | 대합실                          | A-B출입구, 고객센터, 출입 게이트  |

## 출입구
|                     |                  |           |      |             |
| 출구                | 지시             | 출구 인근 | 사진 | 무장애 시설 |
| 出口 · A · 1        | 징저우로(京周路) |           |      |             |
| 出口 · A · 2        | 징저우로(京周路) |           |      |             |
| 出口 · B · 1        | 징저우로(京周路) |           |      |             |
| 出口 · B · 2        | 징저우로(京周路) |           |      |             |
| 아이콘 설명: 경사로 |                  |           |      |             |